# Frisk Tigers
Frisk Tigers su norveški klub u športu hokeju na ledu iz grada Askera.
Utemeljen je 5. veljače 1922.
Klupske boje su crvena, plava i bijela.
Trener u sezoni 2006/07. im je bio Patrik Christer Ross.
Svoje domaće utakmice igraju u dvorani Askerhallen (1342 mjesta).
Zbog novčarskih razloga, 1995. godine su se spojili s mjesnim klubom Holmenom.

## Uspjesi
Bili su norveškim prvacima 1974/75., 1978/79. i 2001/02. (kao zanimljivost, sve te pute nisu okončali ligaško natjecanje na prvom mjestu na ljestvici).
Bili su pobjednicima lige 1973/74., 1975/76., 1976/77., 1977/78. i 2007/08.